# Ilia Lioubouchkine
Ilia Nikolaïevitch Lioubouchkine - en russe : Илья Николаевич Любушкин et en anglais : Ilya Lyubushkin - (né le 6 avril 1994 à Moscou en Russie) est un joueur professionnel russe de hockey sur glace. Il évolue au poste de défenseur.

## Biographie

### Carrière en club
Formé à Moscou, il est choisi au deuxième tour, en vingt-neuvième position par le Metallourg Novokouznetsk lors du Repêchage d'entrée dans la KHL 2011. Il débute dans la MHL en 2011 avec les Kouznetskie Medvedi, l'équipe MHL du Metallourg Novokouznetsk. Quelques mois plus tard, fin 2011, il rejoint le Loko Iaroslavl également en MHL. Il débute en senior lors de la saison 2012-2013 avec le Lokomotiv Iaroslavl dans la VHL. Il découvre la KHL en 2013. Le 23 mai 2018, il signe un contrat d'un an avec les Coyotes de l'Arizona. Le 6 octobre 2018, il joue son premier match dans la Ligue nationale de hockey avec les Coyotes face aux Ducks d'Anaheim. Le 22 décembre 2018, il enregistre son premier point dans la LNH, une assistance face à l'Avalanche du Colorado. Il marque son premier but le 7 avril 2021 chez les Kings de Los Angeles.
Il est échangé avec Ryan Dzingel aux Maple Leafs de Toronto en retour de Nick Ritchie et un choix de repêchage le 20 février 2022. 
Le 13 juillet 2022, il signe un contrat de deux ans avec les Sabres de Buffalo d'une valeur de 2,75 millions de dollars.
Le 18 août 2023, il est envoyé aux Ducks d'Anaheim en retour d'un choix de quatrième tour au repêchage 2025. Le 29 février 2024, il est échangé à nouveau, cette fois aux Maple Leafs de Toronto après y avoir joué en saison 2021-2022.

### Carrière internationale
Il représente la Russie au niveau international. Il prend part aux sélections jeunes.

## Statistiques

### En club
| Saison     | Équipe                 | Ligue      |     | Saison régulière | Saison régulière | Saison régulière | Saison régulière | Saison régulière |   | Séries éliminatoires | Séries éliminatoires | Séries éliminatoires | Séries éliminatoires | Séries éliminatoires |
| Saison     | Équipe                 | Ligue      | PJ  | B                | A                | Pts              | Pun              | PJ               | B | A                    | Pts                  | Pun                  |                      |                      |
| 2010-2011  | Rous Moscou            | Russie U17 | 29  | 7                | 10               | 17               | 54               |                  |   |                      |                      |                      |                      |                      |
| 2011-2012  | Kouznetskie Medvedi    | MHL        | 26  | 0                | 1                | 1                | 34               | -                | - | -                    | -                    | -                    |                      |                      |
| 2011-2012  | Loko                   | MHL        | 21  | 3                | 1                | 4                | 26               | 3                | 1 | 0                    | 1                    | 2                    |                      |                      |
| 2012-2013  | Lokomotiv Iaroslavl 2  | VHL        | 42  | 1                | 4                | 5                | 26               | 5                | 1 | 0                    | 1                    | 4                    |                      |                      |
| 2012-2013  | Loko                   | MHL        | 4   | 0                | 0                | 0                | 0                | -                | - | -                    | -                    | -                    |                      |                      |
| 2013-2014  | Loko                   | MHL        | 11  | 1                | 1                | 2                | 36               | -                | - | -                    | -                    | -                    |                      |                      |
| 2013-2014  | Lokomotiv Iaroslavl    | KHL        | 32  | 1                | 1                | 2                | 18               | 18               | 0 | 0                    | 0                    | 47                   |                      |                      |
| 2014-2015  | Lokomotiv Iaroslavl    | KHL        | 60  | 1                | 6                | 7                | 30               | 6                | 0 | 0                    | 0                    | 8                    |                      |                      |
| 2015-2016  | Lokomotiv Iaroslavl    | KHL        | 55  | 4                | 7                | 11               | 68               | 5                | 0 | 0                    | 0                    | 0                    |                      |                      |
| 2016-2017  | Lokomotiv Iaroslavl    | KHL        | 60  | 3                | 4                | 7                | 69               | 15               | 0 | 1                    | 1                    | 26                   |                      |                      |
| 2017-2018  | Lokomotiv Iaroslavl    | KHL        | 50  | 3                | 6                | 9                | 73               | 9                | 1 | 0                    | 1                    | 4                    |                      |                      |
| 2018-2019  | Coyotes de l'Arizona   | LNH        | 41  | 0                | 4                | 4                | 13               | -                | - | -                    | -                    | -                    |                      |                      |
| 2019-2020  | Roadrunners de Tucson  | LAH        | 2   | 0                | 0                | 0                | 2                | -                | - | -                    | -                    | -                    |                      |                      |
| 2019-2020  | Coyotes de l'Arizona   | LNH        | 51  | 0                | 4                | 4                | 18               | -                | - | -                    | -                    | -                    |                      |                      |
| 2020-2021  | Lokomotiv Iaroslavl    | KHL        | 5   | 0                | 0                | 0                | 2                | -                | - | -                    | -                    | -                    |                      |                      |
| 2020-2021  | Coyotes de l'Arizona   | LNH        | 42  | 1                | 1                | 2                | 10               | -                | - | -                    | -                    | -                    |                      |                      |
| 2021-2022  | Coyotes de l'Arizona   | LNH        | 46  | 0                | 9                | 9                | 26               | -                | - | -                    | -                    | -                    |                      |                      |
| 2021-2022  | Maple Leafs de Toronto | LNH        | 31  | 2                | 4                | 6                | 25               | 7                | 0 | 1                    | 1                    | 18                   |                      |                      |
| 2022-2023  | Sabres de Buffalo      | LNH        | 68  | 2                | 12               | 14               | 38               | -                | - | -                    | -                    | -                    |                      |                      |
| 2023-2024  | Ducks d'Anaheim        | LNH        | 55  | 0                | 4                | 4                | 51               | -                | - | -                    | -                    | -                    |                      |                      |
| 2023-2024  | Maple Leafs de Toronto | LNH        | 19  | 0                | 4                | 4                | 6                | 7                | 0 | 3                    | 3                    | 2                    |                      |                      |
| Totaux LNH | Totaux LNH             | Totaux LNH | 353 | 5                | 42               | 47               | 187              | 14               | 0 | 4                    | 4                    | 20                   |                      |                      |

### En équipe nationale
| Année | Compétition                 |   | PJ | B | A | Pts | Pun | +/-                |  | Résultat |
| 2014  | Championnat du monde junior | 7 | 0  | 4 | 4 | 6   | +4  | Médaille de bronze |  |          |